# Олейников, Никита Иванович
Никита Иванович Олейников (1904-1976) — железнодорожник, Герой Социалистического Труда (1943).

## Биография
Никита Олейников родился 28 мая 1904 года около станции Липки (ныне — Волгоградская область). С пятнадцати лет работал на железной дороге, был ремонтным рабочим, стрелочником, дежурным по станции Липки Сталинградской железной дороги.
В годы Великой Отечественной войны станция Липки, несмотря на то, что не являлась узловой, принимала и пропускала через себя эвакуационные эшелона, составы с закавказской нефтью, воинские эшелоны. Летом 1942 года она стала прифронтовой. Несмотря на постоянные бомбардировки, Олейников не покидал своего поста, даже в свободное от дежурства время помогая сменным бригадам принимать и отправлять поезда. Когда возникла необходимость в кратчайшие сроки отгрузить 415 вагонов зерна, находившегося на станции, Олейников успешно с этим справился. 25 июля 1942 года, узнав о надвигающейся массированной бомбардировке, невзирая на то, что в тот день не дежурил по станции, Олейников помогал рассредоточивать вагоны и цистерны, чтобы избежать их полного уничтожения. Даже несмотря на известие о гибели при бомбёжке его жены и троих детей, он продолжал выполнять возложенные на него обязанности по тушению горящих вагонов и спасению грузов. Впоследствии, когда немецкие войска оккупировали Липки, Олейников был вынужден уехать. После освобождения он продолжал работать на этой станции.
Указом Президиума Верховного Совета СССР от 5 ноября 1943 года за «особые заслуги в обеспечении перевозок для фронта и народного хозяйства и выдающиеся достижения в восстановлении железнодорожного хозяйства в трудных условиях военного времени» Никита Олейников был удостоен высокого звания Героя Социалистического Труда с вручением ордена Ленина и медали «Серп и Молот» за номером 154.
С мая 1944 года Олейников руководил станцией. С 1964 года — на пенсии. Умер 1 февраля 1976 года.
Почётный железнодорожник. Был награждён двумя орденами Ленина и рядом медалей.